# Чечот, Дмитрий Михайлович
 Дми́трий Миха́йлович Чечот (11 сентября 1923 — 30 августа 2004) — советский и российский правовед, доктор юридических наук, один из основоположников административной юстиции и неискового производства.

## Биография
Родился 11 сентября 1923 года в Ленинграде в семье Чечота Михаила Николаевича — офицера, участника Первой мировой и Гражданской войн и Елизаветы Сергеевны Палеховой — профессионального педагога.
Д. М. Чечот — потомок шляхетского рода Чечотов (Чачотов). Известно, что Казимир Чечот, один из основателей фамилии, был героем битвы при Грюнвальде (Жальгирисе) в 1410 году. Среди предков Д. М. Чечота значится и польско-белорусский поэт Ян Чечот.
В 1941 году окончил школу и ушел добровольцем на фронт. Прошел всю Великую Отечественную войну, начиная с Волховского фронта, и встретил победу в мае 1945 года в Праге. Награждён за боевые заслуги орденом Отечественной войны второй степени, медалями «За боевые заслуги» (1945), «За оборону Ленинграда» (1945), «За победу над Германией» (1945) и многими другими.
В 1950 году окончил Ленинградский юридический институт им. М. И. Калинина. В 1953 году под научным руководством профессора Л. И. Поволоцкого защитил кандидатскую диссертацию по теме: «Судебные решения по гражданскому делу» и в этом же году был избран на должность учёного секретаря Учёного совета ЛЮИ.
В 1954 году состоялось слияние Ленинградского юридического института им. М. И. Калинина с юридическим факультетом ЛГУ. В 1959 году Д. М. Чечот единогласно был избран на должность доцента кафедры гражданского процесса.
В 1969 году защитил докторскую диссертацию «Защита прав и интересов в порядке неисковых производств гражданского процесса», в 1971 году избран на должность профессора кафедры гражданского процесса юридического факультета ЛГУ.
В 2000 году Д. М. Чечоту присвоено звание «Заслуженный работник высшей школы РФ».
Сын Иван (род. 1954) — искусствовед.

## Публикации и монографии
Чечот Д. М. является одним из основоположников отечественного гражданского процессуального права. Начиная с 1954 года он издал более 100 научных работ, в том числе 15 монографий, 4 учебника, 6 практических учебных пособий.
В исследовательской деятельности Чечота Д. М. прежде всего интересовали вопросы защиты прав граждан в порядке гражданского судопроизводства, защита субъективных прав граждан в их отношениях с органами государственного управления и др.
Первая монография "Постановления суда первой инстанции по отдельным категориям гражданских дел была опубликована в 1958 году. В ней были освещены основные теоретические проблемы и обобщена судебная практика с комментариями автора, а также даны практические рекомендации работникам судебной системы.
В 1960 году вышла вторая монография «Участники гражданского процесса». В этой работе анализ норм права соединен с разбором примеров из судебной практики.
В 1968 году в издательстве ЛГУ вышла третья монография Чечота Д. М. «Субъективное право и формы его защиты». В ней автор исследует объективное и субъективное право и охраняемого законом интереса, а также анализирует проблему форм и способов защиты субъективного права и охраняемого законом интереса.
В 1971 и в 1973 годах выходят две фундаментальные работы Чечота Д. М. «Неисковые производства» и «Административная юстиция» соответственно. После публикации этих работ Чечот был признан одним из ведущих российских специалистов по административной юстиции и неисковым производствам.

## Законотворческая деятельность
Чечот Д. М. участвовал в подготовке проектов основных нормативно-правовых актов: проекта ГПК РСФСР, Кодекса о браке и семье. Возглавлял группу по разработке проекта Закона «О защите материнства, отцовства и детства». Входил в состав Совета по судебной реформе при Президенте РФ, участвовал в обсуждении проектов законов «Об адвокатуре», «Об исполнении судебных решений», «О внесении изменений в Гражданский процессуальный кодекс РФ».

## Педагогическая деятельность
В период работы на юридическом факультете ЛГУ Чечот Д. М. читал курс лекций по гражданскому процессу и специальный курс «Процессуальные особенности отдельных категорий гражданских дел».
Выступал с докладами по проблемам методики преподавания юридических дисциплин. Читал лекции в Гамбургском университете, в Мюнхенском университете, университете Регенсбурга, университете Пассау. Организовывал и принимал участие в конференциях в Дрездене, Будапеште, Праге и других городах.